# Villeneuve-de-Marsan
Villeneuve-de-Marsan – miejscowość i gmina we Francji, w regionie Nowa Akwitania, w departamencie Landy.
Według danych na rok 1990 gminę zamieszkiwało 2107 osób, a gęstość zaludnienia wynosiła 91 osób/km² (wśród 2290 gmin Akwitanii Villeneuve-de-Marsan plasuje się na 199 miejscu pod względem liczby ludności, natomiast pod względem powierzchni na miejscu 425).